# Nymphalis ioides
Nymphalis ioides är en fjärilsart som beskrevs av Ferdinand Ochsenheimer 1807. Nymphalis ioides ingår i släktet Nymphalis och familjen praktfjärilar. Inga underarter finns listade i Catalogue of Life.